# مصفورة بريسية
مصفورة بريسية (الاسم العلمي: Xanthorrhoea preissii) هي نوع من النباتات يتبع جنس المصفورة من فصيلة المصفورية.